# Academia de la Lengua Maya
La Academia de la Lengua Maya (ALM) es una institución mexicana creada en Mérida, Yucatán, el año de 1937, a iniciativa del reconocido mayista Alfredo Barrera Vásquez con la finalidad de la preservación de la lengua maya. Fueron miembros fundadores de la Academia, entre otros, el propio Barrera Vásquez, Antonio Mediz Bolio, quien fue declarado más tarde presidente honorario, Ermilo Solís Alcalá, Raúl Sobrino Campos y Santiago Méndez Espadas. La institución fue denominada en idioma maya U Molay ah Maya Than Ti Yucalpetén. En la actualidad la ALM funciona dentro de la estructura del Instituto de Cultura de Yucatán, dependencia del gobierno del estado de Yucatán, con sede en la Ciudad de Mérida.

## Propósitos
Los objetivos de la Academia fueron establecidos así:
1. Ser un cuerpo facultativo que encauce todo lo relativo a la lengua maya en la Península de Yucatán, haciendo investigación lingüística en los idiomas de la familia maya, especialmente el idioma maya propiamente dicho y sus dialectos.
2. Hacer acopio para su estudio y conservación de todo clase de documentos antiguos o recientes relacionados con la lengua maya.
3. Promover la conservación de la lengua maya en la península de Yucatán como elemento vivo de la cultura pasada y presente.
4. Promover el estudio del idioma maya peninsular procurando la generaliziación de su enseñanza metódica, particularmente en las escuelas de niños y jóvenes, así como en el seno familiar.
5. Desarrollar acciones sociales en lengua maya para beneficio de quienes solo hablan esta.
6. Editar y reimprimir documentos, artículos y libros que tiendan a lograr los fines y objetivos de la academia.

## Tareas realizadas
Como parte de las tareas desempeñadas por la ALM en los últimos 70 años se encuentran: la reimpresión de obras de interés para la cultura maya tales como la Introducción al estudio de la lengua maya, escrita por Antonio Mediz Bolio; la colaboración prestada por la academia en la compilación y edición del Diccionario Maya - Español - Maya, Cordemex, coordinada por Alfredo Barrera Vásquez et al. la promoción encaminada a la existencia de diversas radiodifusoras que han emitido en lengua maya en la Península de Yucatán; el impulso dado a la educación básica en lengua maya en las comunidades rurales del estado de Yucatán que se realiza permanentemente en las escuelas primarias de la entidad; la traducción de diversos documentos históricos relativos a la historia de los mayas en la península, destacando las 74 cartas (que se encuentran en la Sección Crescencio Carrillo y Ancona de la Biblioteca Central de Yucatán), relacionadas con la llamada guerra de Castas, traducción editada en 1991 por la Universidad Autónoma de Yucatán bajo el título de Epistolario de la Guerra de Castas. Más tarde, en 1995, este material fue publicado en lengua maya por la ALM, en una coedición con la Facultad de Ciencias Antropológicas de la UADY, llamándosele Maaya Ts’íibil Ju’uno’ob 1842-1866.